# The Dynasty: Roc La Familia
The Dynasty: Roc La Familia er det 5. album fra rapperen Jay-Z. På dette album præsenterer Jay-Z i højere grad folk for nogle af de andre kunstnere på Roc-A-Fella Records.

## Nummerliste
1. "Intro" – 3:10
2. "Change the Game" – 3:07
3. "I Just Wanna Love U (Give It 2 Me) (featuring Pharrell Williams)" – 3:47
4. "Streets Is Talking" – 4:44
5. "This Can't Be Life" (featuring Scarface) – 4:48
6. "Get Your Mind Right Mami" (featuring Snoop Dogg and Memphis Bleek) – 4:22
7. "Stick 2 the Script" – 4:08
8. "You, Me, Him and Her" – 3:44
9. "Guilty Until Proven Innocent" (featuring R. Kelly) – 4:55
10. "Parking Lot Pimpin'" (featuring Memphis Bleek/Beanie Sigel) – 4:15
11. "Holla" – 3:32
12. "1-900-Hustler" – 3:50
13. "R.O.C." – 4:06
14. "Soon You'll Understand" – 4:06
15. "Squeeze 1st" – 3:49
16. "Where Have You Been" – 5:33